# Alien (franquia)
Alien é uma franquia de mídia de terror/ação de ficção científica centrada na série de filmes que retrata a subtenente Ellen Ripley (Sigourney Weaver) e suas batalhas com uma forma de vida extraterrestre, comumente referida como "o Alien" ou Xenomorfo.
Produzida e distribuída pela 20th Century Studios, a série começou com Alien (1979), dirigido por Ridley Scott, e foi seguido por três sequências: Aliens (1986), dirigido por James Cameron; Alien 3 (1992), dirigido por David Fincher, e Alien Resurrection (1997), dirigido por Jean-Pierre Jeunet. Scott também dirigiu uma série prequel, composta por Prometheus (2012) e Alien: Covenant (2017), que segue as façanhas do androide David 8 e os criadores das criaturas homônimas conhecidas como "Engenheiros".
A série levou a vários romances, quadrinhos, videogames e uma série de televisão desenvolvida por Scott para o FX on Hulu, com Noah Hawley. Ele inspirou uma série de spin-offs – mais notavelmente a série Alien vs. Predator, que combina as continuidades da franquia Alien com a franquia Predator e consiste em dois filmes, além de várias séries de quadrinhos, livros e videogames, com o filme principal The Predator (2018) com personagens da série Alien em seu corte original.

## Filmes
| Série original               | Série original     | Série original       |
| Filme                        | Data de lançamento | Diretor(es)          |
| ---------------------------- | ------------------ | -------------------- |
| Alien                        | 1979               | Ridley Scott         |
| Aliens                       | 1986               | James Cameron        |
| Alien 3                      | 1992               | David Fincher        |
| Alien Resurrection           | 1997               | Jean-Pierre Jeunet   |
| Alien vs. Predator           |                    |                      |
| Filme                        | Data de lançamento | Diretor(es)          |
| Alien vs. Predador           | 2004               | Paul W. S. Anderson  |
| Aliens vs. Predador: Requiem | 2007               | Colin e Greg Strause |
| Série prequela               |                    |                      |
| Filme                        | Data de lançamento | Diretor(es)          |
| Prometheus                   | 2012               | Ridley Scott         |
| Alien: Covenant              | 2017               | Ridley Scott         |
| Alien: Romulus               | 2024               | Fede Álvarez         |

### Premissa
A franquia Alien retrata uma série de encontros mortais, predominantemente nos séculos XXI e XXIV, entre a humanidade e os Aliens; uma espécie extraterrestre hostil, endoparasitoide. A humanidade é descrita como uma espécie espacial com domínio interestelar; viagens espaciais normalmente duram meses, até anos, e requerem o uso de sono criogênico. Ao longo da série, os personagens são repetidamente manipulados e ameaçados pela megacorporação sem escrúpulos Weyland-Yutani Corp, que busca lucrar com os Aliens.
A série ficcionaliza a origem da raça humana. Um membro de uma antiga espécie humanóide, chamada de "Engenheiros", se sacrifica, permitindo que seu DNA desencadeie a gênese da humanidade. Os outros experimentos dos Engenheiros, projetados para exterminar a raça humana por meio de um mutagênico mortal, abrem o caminho para que os Aliens se levantem e se povoem através da implantação traumática de larvas em hospedeiros. Incidentes em várias gerações são narrados em toda a franquia.

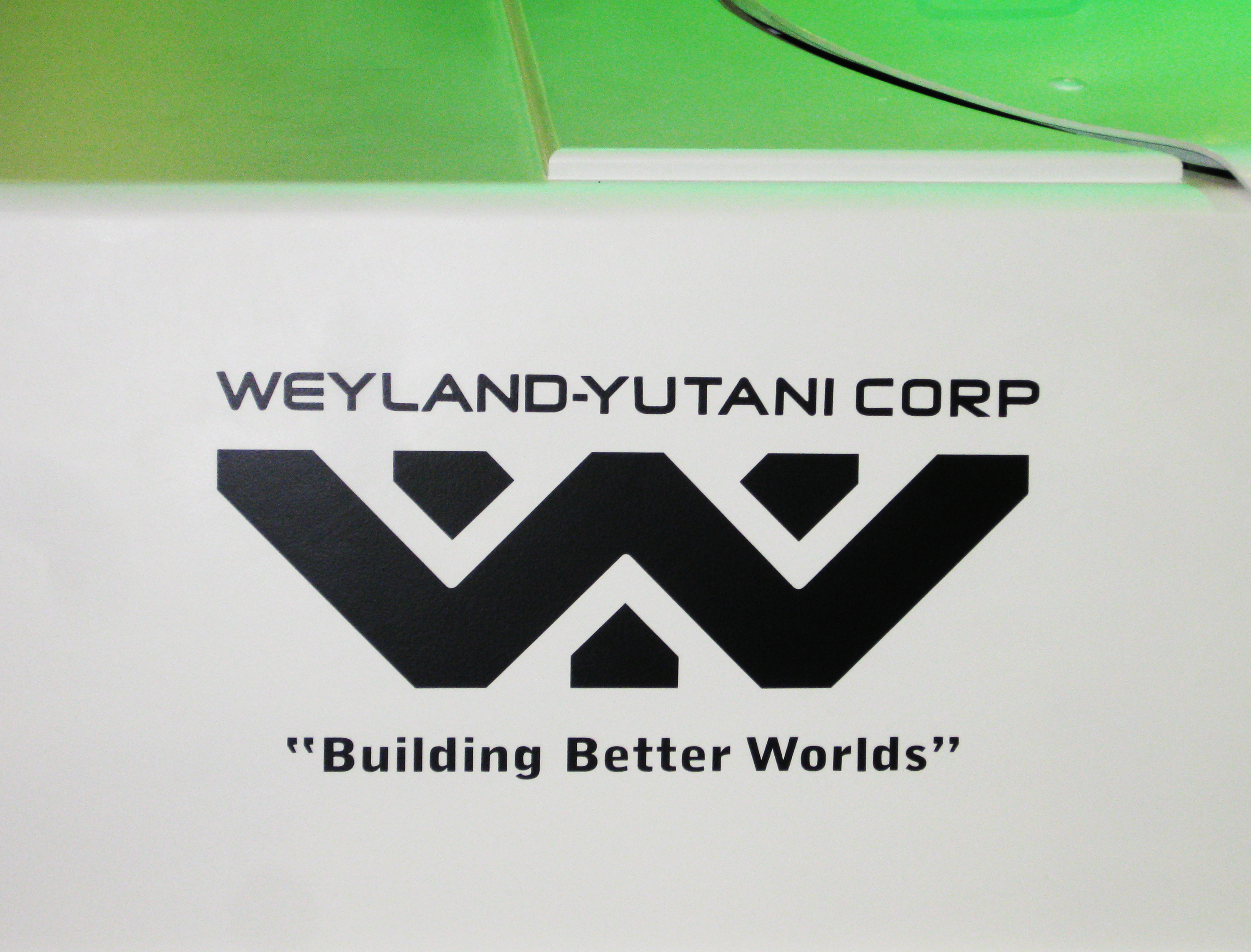
O slogan fictício e logotipo da Weyland-Yutani de Aliens

### Série original

#### Alien(1979)
Em seu caminho de volta à Terra, a nave espacial de mineração comercial USCSS Nostromo é desviada para um planetoide desolado por um sinal enigmático de uma nave alienígena abandonada. Dentro da nave alienígena, a tripulação descobre milhares de objetos parecidos com ovos. Uma criatura, liberada de um dos ovos, gruda no rosto de um tripulante, deixando-o inconsciente. Os outros quebram a quarentena para devolvê-lo ao Nostromo. O parasita morre e o tripulante acorda, aparentemente não afetado. Logo depois, um organismo alienígena explode de seu peito e cresce rapidamente em uma grande criatura letal, que a tripulação sobrevivente tenta matar. O Nostromo é destruído em uma tentativa frustrada de matar a criatura, deixando Ripley como a única sobrevivente no bote salva-vidas do navio.

#### Aliens(1986)
Após 57 anos em hipersono, Ripley acorda a bordo de uma estação espacial médica orbitando a Terra. Ela relata os eventos do Nostromo, mas é desacreditada por seus superiores na corporação Weyland Yutani, que agora começou a terraformar e colonizar o planetoide do primeiro filme. Quando o contato com a colônia é perdido, Ripley é persuadida a acompanhar um esquadrão de fuzileiros navais para investigar. Eles descobrem que os colonos foram exterminados depois de serem instruídos pela empresa a proteger o navio abandonado relatado por Ripley. Há apenas um sobrevivente, uma garota chamada Newt. Os alienígenas superam amplamente e rapidamente dominam os fuzileiros navais, que lutam pela sobrevivência. Apenas um punhado, incluindo Ripley e Newt, escapam.

#### Alien 3(1992)
Imediatamente após os eventos de Aliens, o navio militar USS Sulaco, carregando os sobreviventes, pega fogo. Os ocupantes são ejetados em uma cápsula de fuga, que cai no planeta refinaria/prisão Fiorina "Fury" 161. Todos a bordo, exceto Ripley, são mortos. Um facehugger alienígena também está a bordo e engravida um animal com um alienígena, que logo começa a matar presos e guardas. Ripley descobre que uma rainha alienígena está crescendo dentro dela e está determinada a matar a si mesma e a criatura antes que Weyland Yutani possa explorá-los.

#### Alien Resurrection(1997)
Duzentos anos após os eventos de Alien 3, vários clones de Ripley, incluindo a rainha alienígena que ela carregava, são cultivados pelos militares a bordo do USM Auriga. Os militares pretendem explorar os alienígenas e usam humanos sequestrados e entregues a eles por um grupo de mercenários como hospedeiros dos ovos da rainha. Os alienígenas escapam, e Ripley 8 (um clone misturado com DNA alienígena) e os mercenários tentam escapar e destruir o Auriga antes que ele chegue à Terra.

### Série crossover

#### Alien vs. Predator(2004)
Em 2004, uma nave-mãe Predador chega à órbita da Terra para atrair humanos para um antigo campo de treinamento Predador em Bouvetøya, uma ilha a cerca de 1.600 quilômetros ao norte da Antártida. Uma pirâmide enterrada emitindo uma "floração de calor" atrai um grupo de exploradores liderados pelo bilionário e engenheiro autodidata Charles Bishop Weyland (Lance Henriksen), o fundador original e CEO da Weyland Industries, que sem saber ativa uma linha de produção de ovos alienígenas como uma Rainha Alienígena em hibernação é despertada dentro da pirâmide. Três Predadores descem ao planeta e entram na estrutura, matando todos os humanos em seu caminho com a intenção de caçar os recém-formados Aliens, enquanto os exploradores dispersos são capturados vivos por Aliens e implantados com embriões. Dois Predadores morrem na batalha que se segue com um Alien, enquanto o terceiro se alia ao único humano sobrevivente, Alexa "Lex" Woods (Sanaa Lathan), enquanto sai da pirâmide quando é destruído pela bomba de pulso do Predador e eventualmente luta com a Rainha Alienígena que escapou na superfície. A Rainha é derrotada ao ser arrastada por uma torre de água para as profundezas escuras do mar congelado, mas não antes de ferir fatalmente o último Predador. A nave-mãe Predador em órbita revela e a tripulação recupera o Predador caído. Um ancião Predador dá uma lança a Lex como sinal de respeito e depois parte. Uma vez em órbita, é revelado que um Alien Estoura-Peito estava presente dentro do cadáver, assim nasce um híbrido Predalien.

#### Aliens vs. Predator: Requiem(2007)
Situado imediatamente após os eventos do filme anterior, o híbrido Predalien a bordo da nave de reconhecimento Predador, tendo acabado de se separar da nave-mãe mostrada no filme anterior, cresceu para o tamanho adulto e começa a matar os Predadores a bordo da nave, fazendo-a cair na pequena cidade de Gunnison, Colorado. O último Predador sobrevivente ativa um sinal de socorro contendo uma gravação de vídeo do Predalien, que é recebido por um Predador veterano no planeta natal dos Predadores, que parte em direção à Terra para "limpar" a infestação. Quando chega, o Predador rastreia os Aliens em uma seção do esgoto abaixo da cidade. Ele remove evidências de sua presença enquanto se move usando um líquido azul corrosivo e usa uma rede de laser para tentar conter as criaturas, mas os alienígenas ainda conseguem escapar para a cidade acima. O Predador molda uma pistola de plasma de seu lançador de plasma restante e caça Aliens por toda a cidade, cortando acidentalmente a energia da cidade no processo. Durante um confronto com sobreviventes humanos, o Predador perde sua pistola de plasma. O Predador então luta contra o Predalien sozinho, e os dois se ferem mortalmente no momento em que a força aérea dos EUA lança uma bomba nuclear tática na cidade, incinerando ambos os combatentes junto com os guerreiros e a colmeia do Predalien, bem como os poucos humanos restantes na cidade. A pistola de plasma recuperada é então levada para a Sra. Yutani da Yutani Corporation, prenunciando um avanço na tecnologia que levará aos eventos futuros dos filmes Alien.

### Série prequela

#### Prometheus(2012)
Cerca de 30 anos antes dos eventos de Alien, os cientistas Elizabeth Shaw e Charlie Holloway descobrem um mapa estelar entre os remanescentes de várias culturas antigas da Terra. Acompanhados por David 8 e na esperança de descobrir as origens da humanidade, eles viajam a bordo da nave USCSS Prometheus e chegam ao distante planeta LV-223 no sistema Zetam2 Reticuli, a mesma região do espaço em que está o planetoide LV-426 de Alien. Lá eles descobrem os restos antigos de uma civilização avançada, chamada Engenheiros (a mesma raça do piloto morto da nave abandonada em Alien), que estavam desenvolvendo armas biológicas na forma de um mutagênico patogênico que poderia ter levado a raça humana à extinção. Os horrores que encontram resultam na perda da tripulação, exceto David e Shaw.

#### Alien: Covenant(2017)
Onze anos após os eventos de Prometheus, a nave-colônia USCSS Covenant, carregando milhares de colonos e centenas de embriões humanos em crio-estase, segue em direção ao planeta Origae-6. A tripulação é despertada por uma explosão de neutrinos e intercepta uma transmissão enviada de Shaw, que eles decidem rastrear para um planeta aparentemente habitável do Engenheiro (referido como Planeta 4), desprovido de toda a vida não-floral. Quando vários membros da tripulação são infectados pelo mesmo mutagênico encontrado pela tripulação da Prometheus e dão à luz uma nova geração de Alien, os Neomorfos, o androide David 8 os resgata. É revelado que ele trouxe Shaw para o planeta, onde ele matou toda a vida não-floral e começou a experimentar no cadáver de Shaw para projetar suas próprias raças de alienígenas. Suas motivações para substituir a vida humana por alienígenas se tornam aparentes, e com o nascimento de mais uma nova geração de alienígenas, um especialista em terraformação chamado Daniels e a tripulação restante são forçados a fugir do mundo. Depois de se livrar dos alienígenas que os perseguem, os membros da tripulação retornam ao Covenant e são colocados de volta em sono criogênico por alguém que eles acreditam ser seu sintético a bordo, Walter. Somente quando Daniels é colocado em seu criópode ela percebe que Walter foi substituído pelo idêntico David. Com a tripulação, colonos e embriões à sua mercê, David contata Weyland-Yutani de volta à Terra, afirmando que, enquanto a maioria da tripulação foi morta na explosão de neutrinos, eles continuariam para Origae-6.

#### Alien: Romulus(2024)
Uma sonda espacial da Weyland-Yutani investiga os destroços do USCSS Nostromo e encontra um objeto orgânico contendo um xenomorfo.

### Futuro
Após a aquisição da 21st Century Fox pela The Walt Disney Company, foi oficialmente confirmado na CinemaCon de 2019 que futuros filmes de Alien estão em desenvolvimento. Em maio de 2019, a Variety informou que o terceiro filme prequel estava "na fase de roteiro", com Ridley Scott anexado para servir mais uma vez como diretor. Em setembro de 2020, Scott confirmou que o trabalho na próxima parcela está em andamento, mas estava indeciso em mantê-lo vinculado ao enredo estabelecido em Prometheus e Alien: Covenant.
Em março de 2022, o The Hollywood Reporter informou que um novo filme de Alien, ambientado separadamente dos filmes anteriores, está chegando ao Hulu, dirigido por Fede Álvarez e produzido por Ridley Scott. Álvarez lançou a ideia para Scott anos antes e agora teve a oportunidade de fazê-la.
Fede Álvarez, diretor de Alien: Romulus, disse a Brian Davids do The Hollywood Reporter que tinha ideias em mente para uma sequência de Alien: Romulus, mas não queria se precipitar em nada, citando o intervalo de sete anos entre os dois primeiros filmes: "Nós realmente tentamos pensar mais em termos de história e se precisa de outro capítulo e se as pessoas querem saber o que acontece a seguir. Então, vamos esperar para ver o que as pessoas pensam e se pedem. Minha filosofia é que você nunca deve fazer [uma sequência] em dois anos. Você tem que fugir. Você tem que fazer com que o público realmente queira. Se você pensar em Alien e Aliens, há sete anos entre eles. Mas definitivamente temos ideias sobre para onde isso deve ir."

## Séries de Televisão

### Alien: Earth(2025)
Em 10 de dezembro de 2020, como parte da apresentação do Dia do Investidor da Disney, uma nova série de TV baseada na franquia foi anunciada em desenvolvimento para o FX on Hulu, com Noah Hawley e Scott envolvidos. Será ambientado na Terra em um futuro próximo, marcando assim o primeiro da franquia a fazê-lo sem a participação de Ellen Ripley. No Television Critics Association Press Tour de 2021, John Landgraf, da rede FX, disse que a série provavelmente estreará em 2023. Uma folha de elenco para os personagens Hermit e Wendy lançou luz sobre as pistas do programa. Os relatórios sugerem que a série de TV começará a ser filmada em março de 2022. Surgiram relatos de que as filmagens seriam adiadas até setembro.
Em 2025, foi divulgado um trailer da nova série de Alien, que foi intitulada como Alien: Earth.

## Websérie

### Alien: Isolation – The Digital Series(2019)
Em 2014, a Sega publicou o videogame Alien: Isolation. Em 2019, uma adaptação animada de sete episódios de Alien: Isolation foi lançada em 28 de fevereiro. A série, desenvolvida pela 20th Century Fox, em conjunto com a Reverse Engineering Studios e DVgroup, foi criada usando uma combinação de novas cenas animadas do zero, cinemáticas tiradas diretamente do jogo original e recriações digitais de cenas em primeira pessoa do jogo. Alien: Isolation se passa em 2137, 15 anos após os eventos de Alien e 42 anos antes de Aliens, seguindo Amanda Ripley, que está investigando o desaparecimento de sua mãe, Ellen Ripley, quando ela é transferida para a estação espacial Sevastopol para encontrar o gravador de voo do Nostromo apenas para descobrir que um Alien aterrorizou a estação, matando a grande maioria da tripulação. Andrea Deck reprisa seu papel como Amanda Ripley.

## FranquiaAlien vs. Predator
Inspirados na série da Dark Horse Comics, os cineastas de Predator 2 (1990) incorporaram um easter egg no qual um crânio de Alien foi visto em uma estante de troféus do Predador. As expansões desse universo compartilhado entre as franquias Alien e Predator seguiram através de quadrinhos e videogames, levando ao lançamento de uma franquia de filmes com o lançamento de Alien vs. Predator em 2004, seguido por Aliens vs. Predator: Requiem em 2007. A franquia gerou vários quadrinhos, romances, videogames e outras mercadorias baseadas ou inspiradas nos filmes. Um terceiro filme tem vários rumores desde a produção de Requiem. Em meados de 2018, Shane Black, diretor de The Predator, expressou sua crença de que um terceiro de Alien vs. Predator ainda poderia acontecer, indicando o interesse do estúdio em ambas as franquias.